# Marstonia ozarkensis
Marstonia ozarkensis là một loài ốc nước ngọt từ rất nhỏ đến nhỏ với một nắp, là động vật chân bụng sống dưới nước động vật thân mềm thuộc họ Hydrobiidae. Nó là loài đặc hữu của Hoa Kỳ.
Loài này được đặt theo tên của vùng Ozark, Hoa Kỳ.